# Hörnesit
Hörnesit ist ein selten vorkommendes Mineral aus der Mineralklasse der „Phosphate, Arsenate und Vanadate“. Es kristallisiert im monoklinen Kristallsystem mit der chemischen Zusammensetzung Mg3[AsO4]2·8H2O und ist damit ein wasserhaltiges Magnesium-Arsenat.
Hörnesit entwickelt meist tafelige bis prismatische Kristalle, kommt aber auch in Form radialstrahliger, blättriger oder stängeliger Mineral-Aggregate vor. Unverletzte Kristalloberflächen weisen einen harz- bis wachsähnlichen Glanz auf, Spaltflächen schimmern dagegen eher perlmuttähnlich. In reiner Form ist Hörnesit farblos und durchsichtig. Durch vielfache Lichtbrechung aufgrund von Gitterbaufehlern oder polykristalliner Ausbildung kann er aber auch weiß erscheinen und durch Fremdbeimengungen aufgrund der Mischkristallbildung mit Annabergit und Erythrin eine gelbe, rosa oder grüne Farbe annehmen, wobei die Transparenz entsprechend abnimmt.
Mit einer Mohshärte von 1 gehört Hörnesit wie das Referenzmineral Talk zu den Mineralen mit der geringsten Härte, die sich schon mit einem Fingernagel ritzen lassen.

## Etymologie und Geschichte

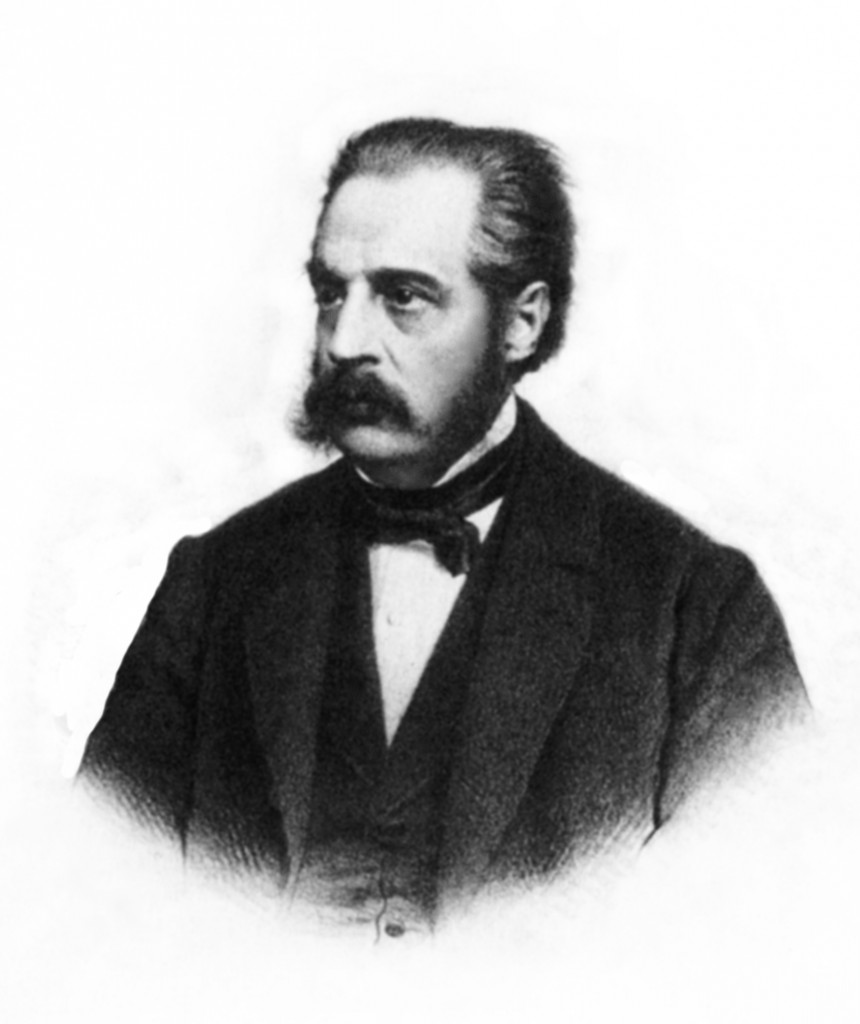
Moriz Hörnes (1815–1868)

Erstmals entdeckt wurde Hörnesit durch Gustav Adolf Kenngott, dem das bisher unbekannte Mineral auf einer als „Talk aus dem Banat“ bezeichneten Probe in der mineralogischen Sammlung des k. k. Hof-Mineralien-Cabinets auffiel. Die Hauptmasse des Stückes bestand aus großkörnig kristallisiertem, grau- bis grünlichweißem Calcit, in dem jedoch sternförmig-strahlige Partien schneeweißer, perlmuttglänzender und durchscheinender Kristalle eingewachsen waren. Kenngott konnte nach einiger Recherche ermitteln, dass die Mineralprobe ursprünglich aus der van der Nüll’schen Sammlung (möglicherweise dem Vater von Eduard van der Nüll, Jacob Friedrich) stammte und es gelang ihm auch, einige der kristallographischen und chemischen Eigenschaften darzustellen. Für eine genaue Analyse der Zusammensetzung fehlte ihm jedoch neben einer ausreichenden Menge an Material aufgrund seiner Berufung nach Zürich auch die Zeit. Er übergab daher 1860 seinen vorläufigen Bericht an den Vorstand des k. k. Hof-Mineralien-Cabinets Moriz Hörnes und überließ es ihm sowie Wilhelm von Haidinger, einen passenden Namen für das Mineral zu finden.
Karl Ritter von Hauer gelang schließlich die vollständige Analyse des Minerals und gab die fast korrekte Zusammensetzung als Oxidformel mit 3MgO·AsO5+8HO an. Haidinger wählte den Namen Hörnesit im Gedenken an die jahrelange Freundschaft zwischen ihm und dem inzwischen ausgeschiedenen Direktors des Hof-Mineralien-Cabinets Moriz Hörnes.
Als Typlokalität gilt die porphyrische Kupfer-Molybdän-Lagerstätte nahe Ciclova Montană (Kreis Caraș-Severin) in der rumänischen Region Banat.

## Klassifikation
Bereits in der veralteten, aber teilweise noch gebräuchlichen 8. Auflage der Mineralsystematik nach Strunz gehörte der Hörnesit zur Mineralklasse der „Phosphate, Arsenate und Vanadate“ und dort zur Abteilung der „Wasserhaltigen Phosphate ohne fremde Anionen“, wo er zusammen mit Annabergit, Arupit, Barićit, Bobierrit, Cattiit, Erythrin, Köttigit, Manganohörnesit, Pakhomovskyit, Parasymplesit und Vivianit die „Vivianitgruppe“ mit der System-Nr. VII/C.10 bildete.
Die seit 2001 gültige und von der International Mineralogical Association (IMA) verwendete 9. Auflage der Strunz’schen Mineralsystematik ordnet den Hörnesit ebenfalls in die Abteilung der „Phosphate usw. ohne zusätzliche Anionen; mit H2O“ ein. Diese ist allerdings weiter unterteilt nach der relativen Größe der beteiligten Kationen und dem Stoffmengenverhältnis vom Phosphat-, Arsenat- bzw. Vanadatkomplex zum enthaltenen Kristallwasser, so dass das Mineral entsprechend seiner Zusammensetzung in der Unterabteilung „Mit ausschließlich mittelgroßen Kationen; RO4 : H2O ≤ 1 : 2,5“ zu finden ist, wo es zusammen mit Annabergit, Arupit, Barićit, Erythrin, Ferrisymplesit, Köttigit, Manganohörnesit, Pakhomovskyit, Parasymplesit und Vivianit in der „Vivianitgruppe“ mit der System-Nr. 8.CE.40 bildet.
Auch die vorwiegend im englischen Sprachraum gebräuchliche Systematik der Minerale nach Dana ordnet den Hörnesit in die Klasse der „Phosphate, Arsenate und Vanadate“ und dort in die Abteilung der „Wasserhaltige Phosphate etc.“ ein. Hier ist er ebenfalls in der „Vivianitgruppe“ mit der System-Nr. 40.03.06 innerhalb der Unterabteilung „Wasserhaltige Phosphate etc., mit (A2+)3(XO4)2 × x(H2O)“ zu finden.

## Kristallstruktur
Hörnesit kristallisiert monoklin in der Raumgruppe C2/m (Raumgruppen-Nr. 12) mit den Gitterparametern a = 10,26 Å; b = 13,44 Å; c = 4,74 Å und β = 104,9° sowie zwei Formeleinheiten pro Elementarzelle.

## Bildung und Fundorte

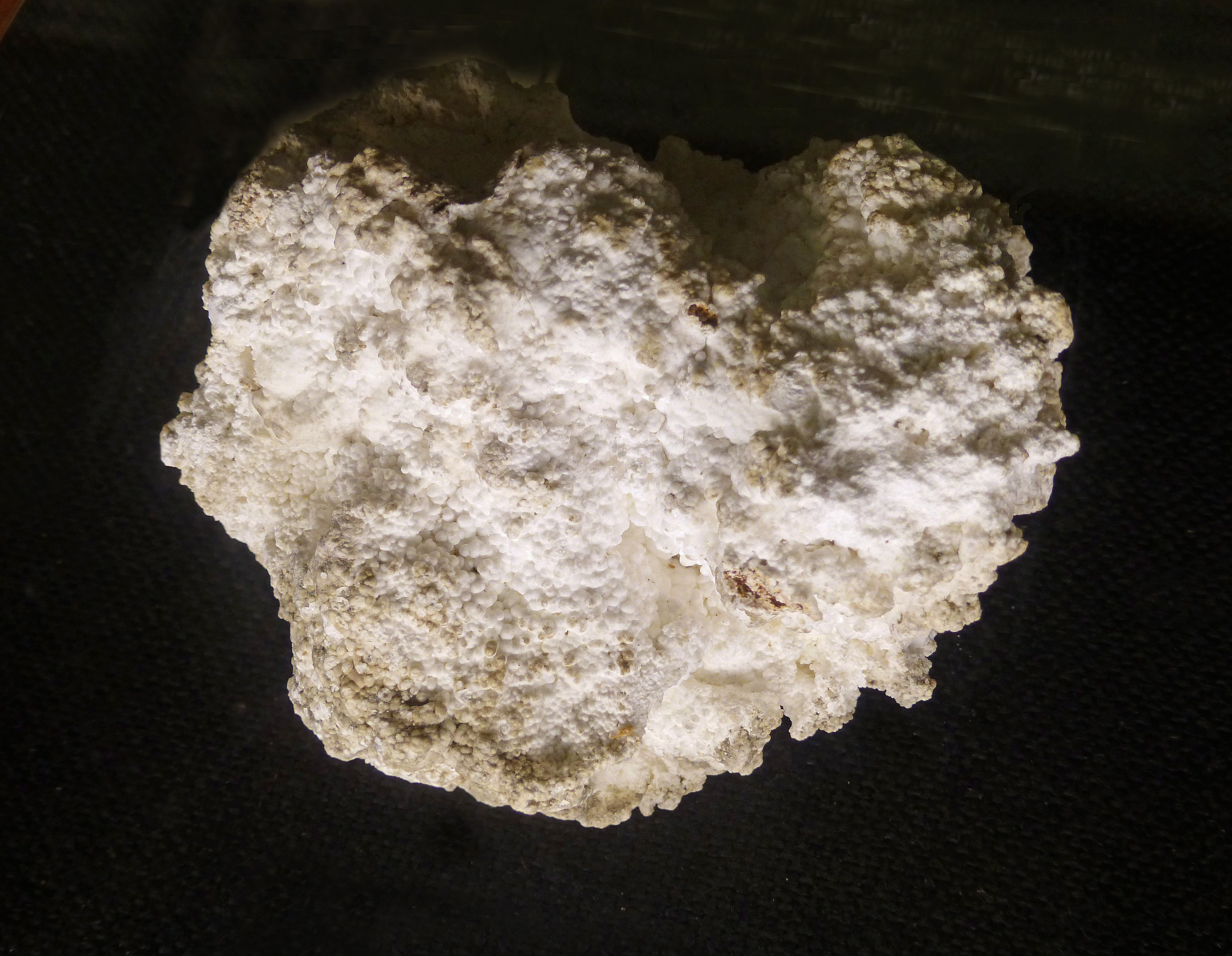
Weißer Hörnesit aus Sainte-Marie-aux-Mines (Frankreich), ausgestellt im „Musée de minéralogie de Strasbourg“

Hörnesit bildet sich metamorph in thermisch umgewandelten Kalksteinblöcken und Tuffen. Als Begleitminerale können unter anderem Fluoborit, Fluorit und Hydromagnesit auftreten.
Als seltene Mineralbildung konnte Hörnesit nur an wenigen Fundorten nachgewiesen, wobei weltweit bisher etwa 100 Fundorte bekannt sind. Neben seiner Typlokalität Ciclova Montană trat das Mineral in Rumänien bisher nur noch bei Săcărâmb (auch Sacarîmb, Sãcãrâmb, Szekerembe und ehemals Nagyág) im Kreis Hunedoara auf.
In Deutschland konnte Hörnesit unter anderem in der Grube Herzog Friedrich bei Reinerzau, der Grube Clara bei Oberwolfach, der Grube Anton im Heubachtal bei Wittichen, der Grube Hilfe Gottes im Stammelbachtal nahe Schiltach und in der Kobaltgrube (Segen Gottes) bei Sulzburg in Baden-Württemberg; in einem Gabbro-Steinbruch bei Nieder-Beerbach und im Bodentäler Revier bei Iba (Bebra) in Hessen; im Gabbrosteinbruch (Bärensteinbruch) bei Bad Harzburg und im Oderstollen (Odertal) bei Sankt Andreasberg in Niedersachsen; in der Grube Alexander bei Ramsbeck, der Grube Glanzenberg im Kreis Olpe, in mehreren Gruben im Kreis Siegen-Wittgenstein (Eiserfeld, Eisern, Gosenbach, Müsen) und in einigen Gruben nahe Heiligenhaus in Nordrhein-Westfalen; in verschiedenen Gruben bei Antweiler, Schutzbach, Niederfischbach, Bad Ems und Braubach in Rheinland-Pfalz; in der Grubenanlage Aufgeklärtes Glück bei Wernigerode in Sachsen-Anhalt; in der Himmlisch Heer Fundgrube bei Cunersdorf (Annaberg-Buchholz), im Schacht 139 (Abrahamhalde) bei Lauta (Marienberg) und in mehreren Gruben bei Neustädtel (Schneeberg) in Sachsen sowie im Tagebau Lichtenberg bei Ronneburg in Thüringen gefunden werden.
In Österreich fand sich das Mineral unter anderem im Serpentinit-Steinbruch bei Griesserhof (Gulitzen) nahe Hirt im Bezirk Friesach-Hüttenberg, im Bergbau Finkenstein am Mallestiger Mittagskogel sowie in einer Quecksilbergrube bei Glatschach und im Geißlochgraben bei Stein in der Gemeinde Dellach im Drautal in Kärnten; in mehreren Stollen des Reviers Schwarzleo in der Salzburger Gemeinde Leogang (Zell am See); im Kramstollen bei Maukenötz, am Geyerköpfl und am Silberberg nahe Rattenberg in der Gemeinde Brixlegg sowie am Kaiserbründl nahe der Gratlspitze in Tirol.
In der Schweiz kennt man Hörnesit bisher nur aus Miglieglia im Kanton Tessin sowie aus mehreren Gruben bei Ayer, Saint-Luc und Vissoie im Val d’Anniviers, der Grube Lengenbach im Binntal und dem Turtmanntal (Blüomatttälli, Pipjitälli) im Kanton Wallis.
Weitere Fundorte liegen unter anderem in Australien, Brasilien, China, Frankreich, Griechenland, Italien, Japan, Marokko, Mazedonien, Namibia, Portugal, Russland, Schweden, Spanien, Tschechien und den Vereinigten Staaten von Amerika (USA).